# Lonchura
Lonchura är ett fågelsläkte i familjen astrilder inom ordningen tättingar. Släktet omfattar 28 arter med utbredning från Indien till Australien, med flest arter på och kring Nya Guinea:
- Fjällig munia (L. punctulata)
- Svartstrupig munia (L. kelaarti)
- Moluckmunia (L. molucca)
- Vitgumpad munia (L. striata)
- Borneomunia (L. fuscans)
- Vitbukig munia (L. leucogastra)
- Javamunia (L. leucogastroides)
- Trefärgad munia (L. malacca)
- Svarthuvad munia (L. atricapilla)
- Valnötsmunia (L. ferruginosa)
- Vithuvad munia (L. maja)
- Blekhuvad munia (L. pallida)
- Tjocknäbbad munia (L. grandis)
- Svartbröstad munia (L. teerinki)
- Västlig bergmunia (L. montana)
- Östlig bergmunia (L. monticola)
- Arfakmunia (L. vana)
- Transflymunia (L. nevermanni)
- Gråhuvad munia (L. caniceps)
- Gräsmunia (L. spectabilis)
- Newirelandmunia (L. forbesi)
- Fjällhuvad munia (L. hunsteini)
- Lavongaimunia (L. nigerrima)
- Gulgumpad munia (L. flaviprymna)
- Femfärgad munia (L. quinticolor)
- Brunbröstad munia (L. castaneothorax)
- Svartmunia (L. stygia)
- Bismarckmunia (L. melaena)

Följande arter har tidvis också inkluderats i Lonchura men placeras numera i andra släkten:
- Släkte Lepidopygia
  - Madagaskarmunia (L. nana)
- Släkte Euodice
  - Indisk silvernäbb (E. malabarica)
  - Afrikansk silvernäbb (E. cantans)
- Släkte Padda
  - Risfågel (P. oryzivora)
  - Timormunia (P. fuscata)
- Släkte Mayrimunia
  - Sorgmunia (M. tristissima)
  - Pärlmunia (M. leucosticta)
- Släkte Spermestes
  - Pärlhalsad munia (S. griseicapilla)
  - Bronsmunia (S. cucullata)
  - Svartvit munia (S. bicolor)
  - Rostryggig munia (S. nigriceps) – inkluderas ofta i bicolor[1]
  - Skatmunia (S. fringilloides)